# 永田沙紀
永田 沙紀（ながた さき、1985年10月12日 - ）は。兵庫県出身の日本の女優。所属事務所はセグンドソル。身長156cm、スリーサイズはB80、W56、H82。血液型はA型。愛称は「沙紀」「沙紀ちゃん」など。

## 来歴・人物
新聞の募集広告をきっかけ にNACタレントセンター大阪へ入所。127期。同期に胡蝶英治（現：渋谷天笑、松竹新喜劇所属）。その後、同養成所系列のセグンドソルヘ。
2010年3月に吉本新喜劇、松竹新喜劇合作の舞台、京橋花月夜芝居「茂造閉ざされた過去・完結編」のヒロイン役に抜擢される。芝居中や芝居後のあいさつ時のコメントなどで座長の辻本茂雄からアドリブを求められ戸惑いつつも「それがまたすごく勉強になり成長でき、この舞台に参加させていただけて本当に良かった、今まで辞めずに頑張って本当に良かった」とのこと。
2010年アクターズセミナー賞受賞。
愛犬はモモちゃん。
趣味・特技はスポーツ（陸上）、暗記、お弁当作り

## 出演

### テレビドラマ
- 科捜研の女 10（テレビ朝日） - OL役
- 土曜ワイド劇場「天才刑事・野呂盆六」（テレビ朝日） - 受付女性役
- 土曜ナイトドラマ「学問ノススメ」（ABC） - テニスコートスタッフ役
- 土曜ワイド劇場「地獄坂の殺人」（テレビ朝日） - 変身舞妓の女性
- 大奥 スペシャル（フジテレビ） - 部屋子役
- 虹を架ける王妃（フジテレビ） - 侍女役
- 3夜連続特別ドラマ 最終夜 杉村春子「悪女の一生」（フジテレビ） - 劇団員M役
- その時 歴史が動いた（山内一豊編）（NHK） - スタジオモデル
- その時 歴史が動いた（樋口一葉篇）（武田信玄編）（天璋院と和宮編）（NHK）
- 水戸黄門 第37部・13回（TBS） - 浪役
- 水戸黄門 第39部・21回（TBS） - お園役
- 税務調査官・窓際太郎の事件簿14（TBS） - OL役
- 逃亡者 おりん 第5話（テレビ東京） - お糸役
- 京都地検の女（テレビ朝日） - カップル役
- 誤算（テレビ東京） - あかり役
- 日本史サスペンス劇場（四谷怪談）（日本テレビ） - お花役
- 日本史サスペンス劇場（延命院編）（日本テレビ） - 滝川の局役
- 白洲次郎（NHK） - 女中役
- 99年の愛〜JAPANESE AMERICANS〜（TBS）
- 土曜ワイド劇場「狩矢父娘シリーズ 12・京都・竜の寺密室殺人」（2011年2月5日、テレビ朝日） - 中間千晶 役
- 歴史秘話ヒストリア 第015回 いま、あなたに逢いたい〜恋に生きた歌人 和泉式部編（NHK） - 和泉式部役
- 大奥〜誕生［有功・家光篇］（TBS） - お彩役
- さすらいのプラチナワゴン〜歌手・美波丈太朗の事件簿〜（TBS） - 安藤直子役
- 土曜ワイド劇場「狩矢父娘シリーズ 15・京都グルメツアー殺人事件！」（2013年10月5日、テレビ朝日） - 鑑識
- ザ・プレミアム『ごちそうさんっていわしたい！』（2014年4月19日、NHK BSプレミアム） - 丸岡真沙子役
- ボーダーライン（2014年10月 - 11月、NHK） - 流川理恵役

### 舞台
- 京橋花月夜芝居「茂造〜閉ざされた過去・完結編〜」 - ヒロイン役

### 映画
- ふたたび - 彩乃の友人役

### テレビCM
- 大和学園
- サンガリア「おいしいお茶」
- ECC「琵琶湖温泉旅亭紅葉」
- NUMBER THREE
- 日興證券
- 任天堂「えいご漬」
- キヤノン（2006年7月）
- チョーヤ梅酒「黒糖梅酒」（とろりんちょ 家族編）
- 寿がきや食品（小さなおうどん）

### スチール
- 湯快リゾート

### VP
- 「経王殿御返事」目眼女役
- ラウンドワン「アミューズメント HOW TO ビデオ」（2007年）
- アサヒペン（2007年10月）
- 参天製薬「ドライアイ」